# آیا سوزاکی
آیا سوزاکی (انگلیسی: Aya Suzaki; ۲۵ دسامبر ۱۹۸۶ – ) صداپیشه اهل ژاپن بود. وی از سال ۲۰۱۰ میلادی تاکنون مشغول فعالیت بوده‌است.